# Dietrich W. Prost
Dietrich W. Prost, eigentlich: Dietrich Wilhelm Prost (* 8. Juli 1928 in Anklam; † 3. November 2000 in Stralsund) war ein deutscher Organist, Orgelsachverständiger und Kantor.
Dietrich W. Prost kam 1928 in Anklam zur Welt. Sein Vater war Pfarrer. Prost wuchs in Greifswald auf. Er studierte von 1946 bis 1948 an der Spandauer Kirchenmusikschule. Zu seinen Lehrern gehörten Gottfried Grote und Ernst Pepping. Von 1948 bis 1950 studierte Prost an der Hochschule für Musik in Berlin bei Joseph Ahrens.
Nach dem Studium wurde Dietrich W. Prost Kantor an der Stralsunder Marienkirche. Zu seinen ersten Aufgaben hier zählte der Wiederaufbau der wegen des Zweiten Weltkrieges ausgelagerten Stellwagen-Orgel. Er spielte das Instrument in zahlreichen Gottesdiensten und Konzerten. Ab 1961 war Prost Kirchenmusikdirektor.
Seine Organistentätigkeit führte Prost auf Konzertreisen durch Europa. Er war zudem Orgelsachverständiger für die Pommersche Evangelische Kirche sowie für das Schweriner Institut für Denkmalpflege. An der Ernst-Moritz-Arndt-Universität Greifswald besaß er einen Lehrauftrag. Er wurde mit dem Bundesverdienstkreuz am Bande ausgezeichnet.

## Werke
Schriften
- Stralsund als Orgelstadt. Orgeln und Orgelbauer im praktisch-theologischen Dienst für die Kirchen Stralsunds. Verlag Dr. Kovač, Hamburg 1996, ISBN 3-86064-238-3.
- Stralsunds Orgeln. Orgelbau-Fachverlag Rensch, Lauffen 1996, ISBN 3-921848-07-5.
- Orgeln auf Rügen und Usedom.  Rensch-Orgelbau-Verlag, Laufen 1998, ISBN 3-921848-34-2.
- Das Wirken von Hans Pflugbeil. In: Bach in Greifswald. Zur Geschichte der Greifswalder Bachwoche 1946–1996. Peter Lang, Frankfurt/M. 1996, ISBN 3-631-30357-2.

Aufnahmen
- Weihnachtliche Orgelmusik.  Deutsche Schallplatten, Berlin (Ausgabe von 1966 mono, von 1970 stereo, in der BRD von der Deutschen Grammophon herausgegeben).
- Norddeutsche Orgelmusik (Buxtehude, Scheidemann, Tunder, Hanff, Lübeck) auf der Stellwagenorgel St. Marien in Stralsund.  Deutsche Schallplatten Berlin DDR,  Berlin 1977.